# ジョヴァンニ・フィダンツァ
ジョヴァンニ・フィダンツァ（Giovanni Fidanza、1965年9月27日 - ）は、イタリア、ベルガモ出身の元自転車競技（ロードレース）選手。

## 来歴
1988年
- ピース・レース 区間1勝(第13)
- コッパ・サン・ジェオ 優勝

1989年
- 東京クリテリウムレース 優勝
- ジロ・デ・イタリア ポイント賞
- ツール・ド・フランス 区間1勝(第20)

1990年
- ジロ・デ・イタリア 区間1勝(第2)

1993年
- ティレーノ〜アドリアティコ 区間1勝(第3)
- ツール・ド・ロマンディ 区間1勝(第5)

1994年
- コンティネンターレ・クラシック 優勝

1995年
- ツール・ド・ロマンディ 区間1勝(第4a)